# Peter Mutharika
Peter Mutharika (Chisoka, 18 luglio 1940) è un politico malawiano, Presidente del Malawi dal 31 maggio 2014 al 28 giugno 2020, dopo la vittoria alle elezioni presidenziali.